# Sint-Apolloniakapel (Genoelselderen)

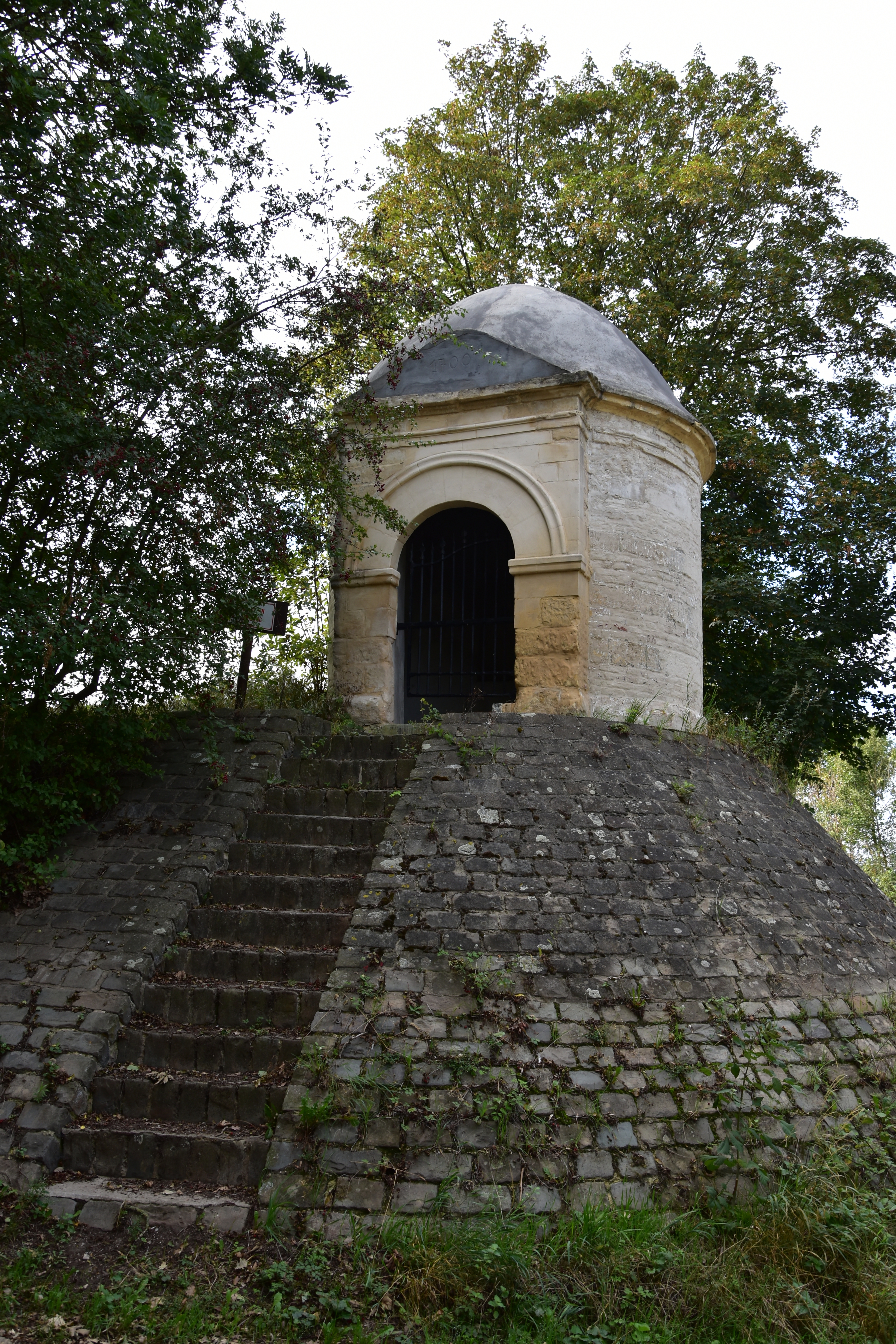
De Sint-Apolloniakapel

De Sint-Apolloniakapel (ook: witte kapel) is een betreedbare kapel die zich bevindt aan de kruising van de Millerstraat en het Hoogboschveld ten oosten van Genoelselderen.
Dit is een merkwaardige, ronde kapel uit omstreeks 1700, die gelegen is op een vrij hoge kunstmatige heuvel die in de 20e eeuw met kasseien werd bezet. Een trap voert naar het gebouwtje, dat is uitgevoerd in baksteen met hoekbanden van mergelsteen. De ingangspartij springt vooruit en is in mergelsteen uitgevoerd. Het koepelvormige dak is van latere datum dan de bouw.
Het gebouwtje was oorspronkelijk een wachttoren. In de gevel bevinden zich nog twee schietgaten. Tijdens de 18e eeuw werd het torentje ingekort en omgevormd tot kapel.